# Todxs Nosotrxs
Todxs Nosotrxs (léase "Todos Nosotros") es una serie de televisión dramática brasileña creada por Vera Egito, Heitor Dhalia y Daniel Ribeiro que se estrenó el 22 de marzo de 2020 en HBO.

## Sinopsis
Rafa es una persona joven pansexual de 18 años cuya identidad de género es no binaria. Rafa se muda del campo, donde vivía con su padre, Ulisses, y su pareja, Paula, ya que su padre no respeta su identidad de género. Se va a São Paulo, a la casa de su primo Vini, que es homosexual, y vive con su amiga Maia, que es feminista. Ya en la ciudad conoce a X y Juno, otras personas de género no binario que le ofrecerán un puesto de trabajo en su estudio de tatuajes.

## Elenco y personajes

### Principales
- Clara Gallo como Rafa
- Kelner Macêdo como Vini
- Julianna Gerais como Maia
- Flow Kountouriotis como X
- Xad Chalhoub como Juno
- Marcella Maia como Lorena
- Felipe Frazão como Frazão
- Rafael de Bona como Antônio
- Gilda Nomacce como Inês
- Gabriel Lodi como William
- Lourinelson Vladmir como Ulisses
- Vanessa Pascale como Paula
- Luiza Nery como Aline

## Episodios

### Temporada 1 (2020)
| N.º en serie | N.º en temp. | Título                | Dirigido por                | Escrito por                 | Fecha de emisión original | Audiencia (millones) |
| ------------ | ------------ | --------------------- | --------------------------- | --------------------------- | ------------------------- | -------------------- |
| 1            | 1            | «Ser e Não Ser»       | Daniel Ribeiro & Vera Egito | Daniel Ribeiro & Vera Egito | 22 de marzo de 2020       | —                    |
| 2            | 2            | «O X da Questão»      | Daniel Ribeiro & Vera Egito | Daniel Ribeiro & Vera Egito | 29 de marzo de 2020       | —                    |
| 3            | 3            | «Porcos Privilégios»  | Daniel Ribeiro & Vera Egito | Daniel Ribeiro & Vera Egito | 6 de abril de 2020        | —                    |
| 4            | 4            | «O Destino deu Match» | Daniel Ribeiro & Vera Egito | Daniel Ribeiro & Vera Egito | 13 de abril de 2020       | —                    |
| 5            | 5            | «Chega de Boy Lixo!»  | Daniel Ribeiro & Vera Egito | Daniel Ribeiro & Vera Egito | 20 de abril de 2020       | —                    |